# Itchen Stoke
Itchen Stoke är en by i civil parish Itchen Stoke and Ovington, i distriktet Winchester, i grevskapet Hampshire i England. Byn är belägen 9 km från Winchester. Itchen Stoke var en civil parish fram till 1932 när blev den en del av Itchen Stoke and Ovington. Civil parish hade 185 invånare år 1931. Byn nämndes i Domedagsboken (Domesday Book) år 1086, och kallades då Stoche.